# Gilbert Roudaire
Pour les articles homonymes, voir Roudaire.
Gilbert Roudaire, né à Pontaumur (France) le 22 novembre 1813 et mort en mer en 1852, est un prêtre mariste français et missionnaire dans les iles du Pacifique.

## Biographie
Entré chez les maristes en 1842, il embarque sur l'Uranie le 3 mai de la même année avec son ami Guillaume Douarre et s'installe à Wallis auprès de Pierre Bataillon. Il est alors choisi pour aller fonder une mission aux Samoa. 
Parti sur l'Étoile de la mer le 12 août 1845 avec le Père Violette, le frère Peloux et deux catéchistes de Wallis, il voit les Samoa après onze jours d'une navigation très pénible. Le 25 août, il débarque à Faleapuna, visite les chefs coutumiers à Safotoulafaï (actuelle Lalomanu) puis se fixe à Falelatai où il peut célébrer la première messe le 15 septembre 1845. 
Fin septembre, Roudaire embarque de nouveau sur l'Étoile de la mer pour se rendre à Upolu. S'il convertit l'influent chef Mataafa, les autres conversions s'avèrent très difficiles, l'influence protestante étant prépondérante. 
En septembre 1846, du renfort arrive avec les Pères Padel et Mériais sur l'Arche d'Auguste Marceau mais la mission d'Apia doit finalement être abandonnée. Roudaire rejoint alors la Nouvelle-Calédonie. 
Sur la Brillante, il arrive à Pouébo le 10 août 1847 où l'accueille Mgr Douarre. Il y assiste à l'évacuation des missionnaires assiégés par les Canaques. Après un séjour à Sydney, Roudaire tente de réinstaller la mission au port Saint-Vincent mais le lieu s'avère hostile et les missionnaires finissent par se replier à Anatom aux Nouvelles-Hébrides (mai 1848). 
En août 1848, les Pères fondent la mission de l'Assomption sur l'île des Pins. De janvier à mars 1849, Roudaire séjourne de nouveau à Sydney puis fonde des missions à Hienghène et à Yaté avant de rejoindre, à sa demande, Tikopia dans les Nouvelles-Hébrides (1851). Chargé d'évacuer la fébrile mission, il meurt dans le naufrage de l'Étoile de la mer en juin 1852.